# Консолидация долга
Консолидация долга — это форма рефинансирования долга, которая предполагает получение одного займа для погашения многих других. Обычно это относится к частным лицам, сталкивающимся с проблемой потребительской задолженности, но иногда это может также относиться к фискальному подходу страны к консолидации корпоративного долга или государственного долга. Процесс консолидации может обеспечить более низкую общую процентную ставку для всей долговой нагрузки и обеспечить удобство обслуживания только одного займа или долга.

## Описание
Под долгом обычно понимаются деньги, причитающиеся одной стороной (должником) другой стороне (кредитору). Как правило, выплате подлежат основной долг и проценты. Проценты — это плата, взимаемая кредитором с должника, которая обычно рассчитывается в процентах от основной суммы в год, известной как процентная ставка, и обычно выплачивается периодически с интервалами, например ежемесячно. Долг может быть обеспечен залогом или быть необеспеченным.
Хотя существуют различия в разных странах и даже в регионах внутри страны, потребительский долг в основном состоит из жилищных кредитов, задолженностей по кредитным картам и автокредитов. Долг домохозяйств — это потребительский долг взрослых членов семьи плюс ипотека, если это применимо. Во многих странах, особенно в США и Великобритании, студенческие ссуды могут составлять значительную часть долга, но они обычно регулируются иначе, чем другие долги. Общая задолженность может достичь уровня, при котором должнику грозит банкротство, неплатёжеспособность или иное чрезвычайное финансовое положение. Варианты, доступные чрезмерно обременённым должникам, включают кредитное консультирование и личное банкротство.
Другие потребительские варианты включают в себя:
- урегулирование задолженности, когда долг физического лица согласовывается с кредиторами с меньшей процентной ставкой или основной суммой, чтобы уменьшить общее бремя;
- облегчение долгового бремени, когда прощается часть или весь индивидуальный долг;
- консолидация долга, когда физическое лицо может погасить текущие долги, взяв новый кредит[7].

Иногда решение может включать несколько из предложенных выше вариантов.

### Процесс консолидации долга
Основная часть потребительского долга, особенно с высокой процентной ставкой, погашается новым кредитом. Большинство кредитов на консолидацию долга предлагается кредитными учреждениями и обеспечивается второй закладной на дом. При этом требуется, чтобы человек выставил дом в качестве залога, а кредит был меньше, чем доступный капитал.
Общая более низкая процентная ставка является преимуществом, которое предлагает потребителям кредит консолидации долга. Кредиторы имеют фиксированные затраты на обработку платежей, и погашение может распространяться на более длительный период. Однако такие консолидационные кредиты имеют свои издержки: комиссионные, проценты и «баллы», где один балл равен одному проценту от заёмной суммы. В некоторых странах эти кредиты могут предоставлять определённые налоговые преимущества. Поскольку они обеспечены, кредитор может попытаться наложить арест на имущество, если заёмщик объявит дефолт.
Личные займы представляют собой ещё одну форму займа для консолидации долга. Физическое лицо может выдать должнику личный заём, который покроет непогашенный долг и создаст новый на его собственных условиях. Эти кредиты, часто необеспеченные, основаны на личных отношениях, а не на залоге.
В США существуют определённые компании и частные юридические фирмы, которые рассматриваются как компании по облегчению бремени задолженности и / или компании по консолидации задолженности. Они предоставляют профессиональные услуги по консолидации задолженности. Потребитель может обратиться к ним за помощью по долгам и делать только один ежемесячный платёж. Этот платёж затем будет выплачен этими компаниями различным кредиторам, которым потребитель задолжал.

## Консолидация студенческого займа
В США студенческие займы, которые являются частью Федеральной программы прямых студенческих займов, консолидируются несколько иначе, чем в Великобритании, поскольку федеральные студенческие займы гарантированы правительством США.

### США
При федеральной консолидации студенческих займов существующие кредиты приобретаются Министерством образования. После консолидации фиксированная процентная ставка устанавливается на основе текущей процентной ставки. Повторная консолидация не меняет эту ставку. Если учащийся объединяет кредиты разных типов и ставок в один новый консолидированный кредит, при средневзвешенном расчёте будет установлена соответствующая ставка, основанная на текущих процентных ставках по различным кредитам, которые консолидируются вместе.

### Великобритания
В Великобритании права на студенческие займы гарантированы и возмещаются из будущего дохода студента. Студенческие кредиты в Великобритании не могут быть включены в процедуру банкротства, но не влияют на кредитный рейтинг человека, поскольку выплаты вычитаются из заработной платы работодателями, аналогично подоходному налогу и взносам в национальное страхование

### Австралия
В австралийской системе студенческих займов ранее отводилось 35 лет на погашение кредитов, в настоящее время этот срок составляет 15 лет. Тем, кто серьёзно просрочил выплаты студенческим кредитам, грозит арест на границе.

### Япония
В Японии растёт число просроченных студенческих кредитов. Это побудило государство ввести более жёсткие критерии выдачи кредитов. Чтобы предотвратить будущие дефолты, Япония начала связывать одобрения займов с академической успеваемостью.